# جبل بلقرين

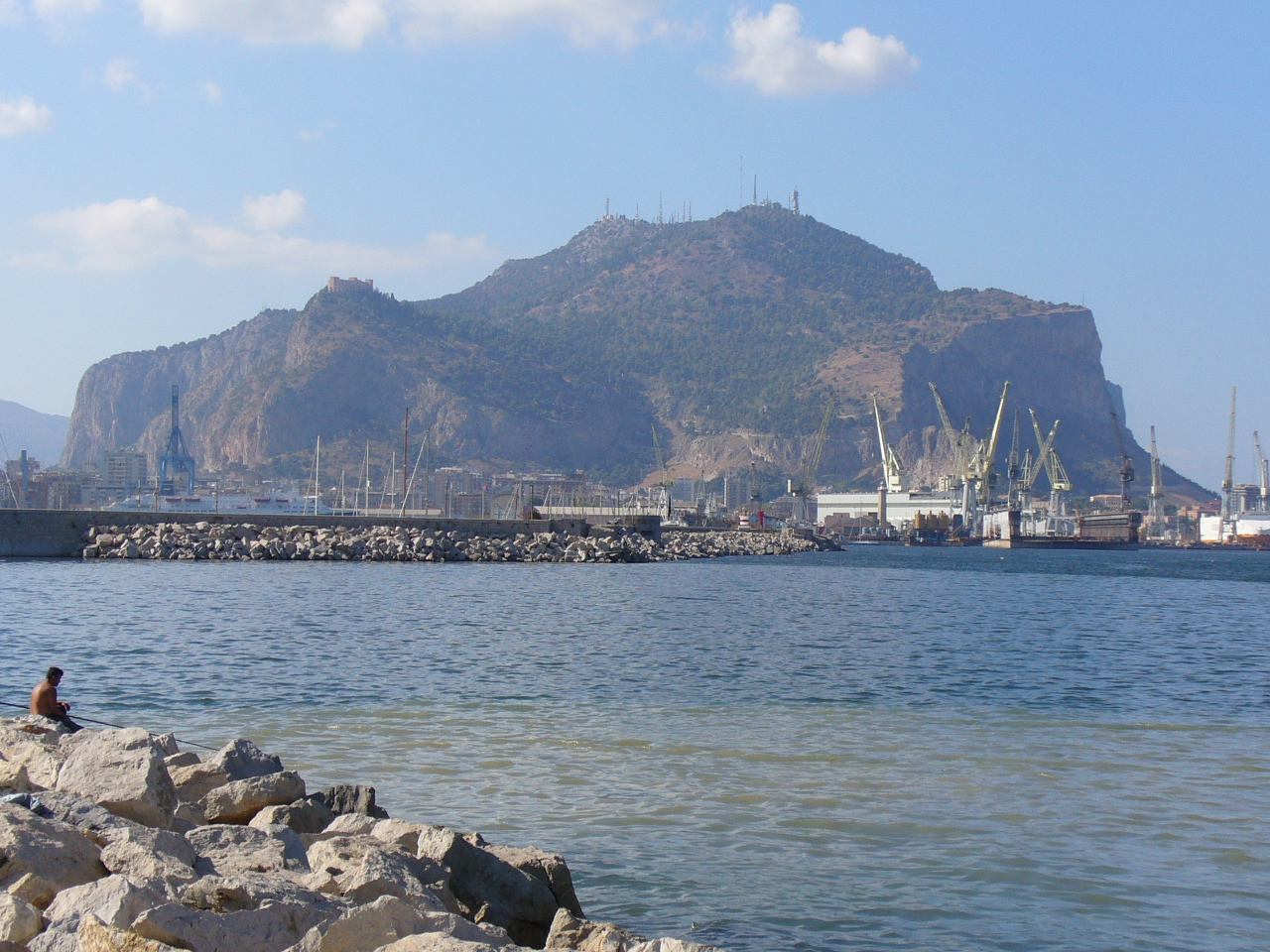
ميناء بلرم وجبل بلقرين. تقع قلعة Utveggio على الرعن الأيسر.

جبل بلقرين هو تل يواجه الشرق على خليج بلرم في صقلية بجنوب إيطاليا ويقع شمال المدينة. يبلغ ارتفاعه 606 أمتار (1970 قدم) له إطلالات على المدينة والجبال المحيطة بها وبحر طرانة. وصف يوهان غوته الجبل في كتابه رحلات في إيطاليا بأنه أجمل نتوء في العالم.